# Halsbandapalis
De halsbandapalis (Apalis thoracica) is een zangvogel uit de familie Cisticolidae.

## Verspreiding en leefgebied
Deze soort komt voor in zuidelijk  en zuidoostelijk Afrika en telt 18 ondersoorten:
- A. t. griseiceps: van zuidoostelijk Kenia tot centraal Tanzania.
- A. t. pareensis: het zuidelijke Pare-gebergte (noordoostelijk Tanzania).
- A. t. murina: van noordoostelijk Tanzania tot noordelijk Malawi en noordoostelijk Zambia.
- A. t. uluguru: Ulugurugebergte (oostelijk Tanzania).
- A. t. youngi: zuidwestelijk Tanzania, noordelijk Malawi en noordoostelijk Zambia.
- A. t. whitei: oostelijk Zambia en zuidelijk Malawi.
- A. t. rhodesiae: van noordoostelijk Botswana tot centraal Zimbabwe.
- A. t. quarta: Nyangagebergte (noordoostelijk Zimbabwe) en Mount Gorongoza (westelijk-centraal Mozambique).
- A. t. arnoldi: oostelijk Zimbabwe en zuidwestelijk Mozambique.
- A. t. flaviventris: zuidoostelijk Botswana en noordelijk Zuid-Afrika.
- A. t. spelonkensis: noordoostelijk Zuid-Afrika.
- A. t. drakensbergensis: het oostelijk-centraal Zuid-Afrika en westelijk Swaziland.
- A. t. lebomboensis: oostelijk Swaziland, oostelijk Zuid-Afrika en zuidelijk Mozambique.
- A. t. venusta: van oostelijk tot zuidoostelijk Zuid-Afrika.
- A. t. thoracica: zuidoostelijk Zuid-Afrika.
- A. t. claudei: zuidelijk Zuid-Afrika.
- A. t. capensis: zuidwestelijk Zuid-Afrika.
- A. t. griseopyga: westelijk Zuid-Afrika.

## Status
De grootte van de populatie is niet gekwantificeerd maar de soort wordt omschreven als algemeen. Op de Rode lijst van de IUCN heeft deze soort de status niet bedreigd.